# Meridian (satellite)
Pour les articles homonymes, voir Meridian.
Meridian (russe : Меридиан) est une famille de satellites de télécommunications à usage civil et militaire développé par la Russie dans les années 2000 placés sur une orbite de Molnia et destinés à remplacer les deux dernières séries de satellites Molnia encore en activité, ainsi que les anciens satellites Parous. Le premier lancement a eu lieu le 24 décembre 2006, à bord d'une Soyouz 2.1a. Sept satellites avaient été lancés entre 2008 et 2014 dont six avec succès. Une deuxième génération de satellite, Meridian-M a été commandée, et la première unité fut lancée le 30 juillet 2019.  

## Caractéristiques techniques
Cette famille de satellites est développée au milieu des années 2000 par le principal constructeur de satellites russe ISS Reshetnev qui avait déjà construit les satellites Molnia. Selon des sources non officielles, le satellite utilise une plateforme pressurisée stabilisée 3 axes dont certains composants comme l'ordinateur embarqué et la propulsion seraient communs avec les satellites Uragan-M du système de navigation satellitaire Glonass. Le constructeur a indiqué que les satellites de la série d'une masse d'environ 2 tonnes disposent de panneaux solaires orientables disposant d'un degré de liberté et emportent trois transpondeurs conçus pour fonctionner en synergie avec les satellites Radouga-1M. La durée de vie annoncée par le constructeur est de 7 ans.

## Orbite et utilisation
Comme ses prédécesseurs les satellites Meridian sont placés sur une orbite de Molnia très elliptique de 900 × 39 000 km (inclinaison 69°) qui leur permet de rester durant une grande partie de leur orbite visible depuis les zones arctiques mal desservies par les orbites de télécommunications géostationnaires. Le lanceur utilisé est une Soyouz 2.1a avec un étage Fregat qui est tiré depuis le cosmodrome de Plessetsk. Le satellite est à usage mixte civil et militaire. Etant donné leur orbite, ils sont principalement destinés à assurer les liaisons avec les bateaux et les avions opérant dans l'océan Arctique, ainsi qu'avec des stations basées en Extrême-Orient et en Sibérie. 

## Liste des lancements
Le premier satellite de la série est tombé rapidement en panne victime selon les autorités russes d'un débris spatial. Le satellite a ensuite effectué une rentrée atmosphérique non contrôlée, certains débris ayant atteints le sol.
La numérotation des satellites est assez particulière. Le constructeur ISS Rechetnyov commence la numérotation de ses satellites à 11, les premiers chiffres étant réservés aux exemplaires de test. La lettre L est accolée au chiffre afin d'indiquer qu'il s'agit d'un exemplaire de vol (лётный en russe). Ainsi, le premier satellite s'appelle Meridian n°11L.
Tableau mis à jour le 22 mars 2022
| Succès | Succès | Succès | Satellite        | Lanceur/ Étage supérieur | Lancement (UTC)  | Base de lancement  | Identifiant COSPAR | Notes                                                                             |
| ------ | ------ | ------ | ---------------- | ------------------------ | ---------------- | ------------------ | ------------------ | --------------------------------------------------------------------------------- |
|        | ✓      |        | Meridian n°11L   | Soyouz 2.1a Fregat       | 24/02/2006 08h34 | Site 43/4 Plesetsk | 2006-061A          | Touché par un débris spatial, hors-service. Premier satellite Meridian en orbite. |
|        | ~      |        | Meridian n°12L   | Soyouz 2.1a Fregat       | 21/05/2009 21h53 | Site 43/4 Plesetsk | 2009-029A          | Échec partiel : Placé sur une orbite plus basse que prévu.                        |
|        | ✓      |        | Meridian n°13L   | Soyouz 2.1a Fregat-M     | 02/11/2010 03h01 | Site 43/4 Plesetsk | 2010-058A          |                                                                                   |
|        | ✓      |        | Meridian n°14L   | Soyouz 2.1a Fregat-M     | 04/05/2011 17h41 | Site 43/4 Plesetsk | 2011-018A          |                                                                                   |
|        | ✕      |        | Meridian n°15L   | Soyouz 2.1a Fregat-M     | 23/12/2011 12h08 | Site 43/4 Plesetsk | -                  | Échec : Échec du lancement, Meridian s'est écrasé dans l'Altaï                    |
|        | ✓      |        | Meridian n°16L   | Soyouz 2.1a Fregat-M     | 14/11/2012 11h43 | Site 43/4 Plesetsk | 2012-063A          |                                                                                   |
|        | ✓      |        | Meridian n°17L   | Soyouz 2.1a Fregat-M     | 30/10/2014 01h43 | Site 43/4 Plesetsk | 2014-069A          | Dernier vol d'un satellite de première génération.                                |
|        | ✓      |        | Meridian-M n°18L | Soyouz 2.1a Fregat-M     | 30/07/2019 05h56 | Site 43/4 Plesetsk | 2019-046A          | Premier vol de la version modernisée Meridian-M.                                  |
|        | ✓      |        | Meridian-M n°19L | Soyouz 2.1a Fregat-M     | 20/02/2020 08h24 | Site 43/3 Plesetsk | 2020-015A          | Premier vol depuis le Site 43/3.                                                  |
|        | ✓      |        | Meridian-M n°20L | Soyouz 2.1a Fregat-M     | 22/03/2022 12h48 | Site 43/4 Plesetsk | 2022-030A          |                                                                                   |
|        |        |        |                  |                          |                  |                    |                    |                                                                                   |
|        | -      |        | Meridian-M n°21L | Soyouz 2.1a Fregat-M     | -                | Site 43/? Plesetsk | -                  |                                                                                   |
|        | -      |        | Meridian-M n°22L | Soyouz 2.1a Fregat-M     | -                | Site 43/? Plesetsk | -                  |                                                                                   |
|        | -      |        | Meridian-M n°23L | Soyouz 2.1a Fregat-M     | -                | Site 43/? Plesetsk | -                  | Dernier Meridian-M commandé.                                                      |